# Opera Omaha
Opera Omaha è una grande compagnia operistica regionale ad Omaha, Nebraska. All'inizio del 1958 la compagnia professionale era ampiamente conosciuta per gli eventi dell'International Fall Festival furono tenuti negli anni '80 e '90 e che raccolsero l'attenzione internazionale e servirono per l'esecuzione delle  prime statunitensi e mondiali di una serie di opere importanti. Una di queste esecuzioni, la première americana del 1990 del lavoro di Maria Padilla del 1841, fu tra i più importanti debutti del noto soprano Renee Fleming. "Ho chiamato tutti i miei amici cantanti che mi hanno detto: "Devi cantare per questa compagnia", disse all'epoca la Fleming, ha "una grande visione". Nel 2007 il Toronto Star dichiarò che "l'Opera Omaha è cresciuta diventando una delle imprese regionali più intraprendenti del continente".
Dopo aver assistito al Fall Festival del 1992, il critico del Denver Post, Jeff Bradley scrisse che "questa tranquilla città della prateria sul fiume Missouri sta diventando una delle mecche operative più eccitanti del paese". Il Fort Worth Star-Telegram nel 1992 dichiarò che Omaha era diventata "parlando di opere, una delle città americane più emozionanti". Allo stesso modo, nel 1988 il Christian Science Monitor disse di Opera Omaha: "La compagnia "ha dimostrato che l'opera 'regionale' non è più un termine peggiorativo e che compagnie come Opera Omaha offrono un vero servizio alle loro comunità e al mondo dell'opera".
I primi passi della compagnia furono decisamente più umili, con il cartellone del 1958 che l'Omaha Civic Opera Company aveva messo insieme con quattro spettacoli: Madama Butterfly, Hansel e Gretel, Oklahoma! e Tosca. Fin dalla sua fondazione, cantanti come Beverly Sills, Tatiana Troyanos, Samuel Ramey, Frederica von Stade, Catherine Malfitano e Richard Tucker si sono esibiti nelle produzioni di questa compagnia. Nel 1975 Sills ha interpretato il ruolo del protagonista di Lucia di Lammermoor, che fu la prima produzione ad onorare il palco del Creighton Orpheum Theater recentemente rinnovato, ancora sede delle produzioni principali della compagnia.
Nel settembre del 1989 la compagnia ha dato un concerto di Plácido Domingo presso l'Arena Ak-Sar-Ben, attirando 6.231 spettatori, secondo un resoconto della stampa locale.
L'Omaha Symphony Orchestra è l'orchestra residente della compagnia lirica. Le produzioni operistiche sono talvolta sotto la direzione del direttore musicale della compagnia, la bacchetta di un direttore ospite o quella del direttore musicale dell'orchestra.

## Lavori commissionati
Opera Omaha è conosciuta per aver commissionato una serie di opere americane moderne:
- Eric Hermannson's Soul, basata su una breve storia dell'autore Willa Cather, vincitore del premio Pulitzer. Il lavoro fu eseguito nel 1998 sotto la direzione dell'allora direttore musicale Hal France. L'opera è stata composta da Libby Larsen su un libretto di Chas Rader-Shieber.[4]
- Wakonda's Dream nel 2003, un lavoro che fu data in anteprima nel 2007 ed era ispirata ad eventi avvenuti nel Nebraska alla fine del XIX secolo, incluso il processo del capo Ponca Standing Bear. Il compositore Anthony Davis scrisse l'opera, su libretto scritto dal poeta premio Pulitzer Yusef Komunyakaa. Rhoda Levine ne fu il direttore.[5]
- Blizzard Voices nel 2008, basata su un'opera del poeta premio Pulitzer Ted Kooser, che scrisse anche il libretto dell'opera. Il musicista Paul Moravec, vincitore del premio Pulitzer, compose l'opera, eseguita sotto la direzione di Stewart Robertson, allora direttore musicale dell'Opera Omaha.[6]

La compagnia, insieme alla New Jersey State Opera, alla Rochester Opera e alla Celebrity Series di Boston, commissionò l'opera del 1997 Many Moons, che si basa sul libro omonimo per bambini.

## Anteprime mondiali e statunitensi
Opera Omaha è conosciuta a livello internazionale per le sue produzioni di anteprime mondiali e statunitensi di numerose opere classiche e moderne:
1988: La compagnia ha messo in scena la prima esecuzione americana del lavoro di Georg Friedrich Händel del 1730, Partenope, sotto il direttore musicale John DeMain ed il regista Stephen Wadsworth.
1988: La compagnia ha messo in scena la prima esecuzione americana dell'opera Weiße Rose di Udo Zimmermann del 1967, sotto il direttore musicale John DeMain ed il regista Stephen Wadsworth.
1990: La compagnia ha messo in scena la prima esecuzione americana del lavoro di Nicolae Bretan del 1924, Golem, sotto il regista e direttore artistico dell'opera Keith Warner. La produzione è stata realizzata da John Pascoe.
1990: La compagnia ha messo in scena la prima esecuzione americana del melodramma di Gaetano Donizetti del 1841, di Maria Padilla. La produzione è stata considerata una prestazione di successo dell'allora giovane soprano Renee Fleming. John Pascoe è stato il direttore ed il realizzatore della prima degli Stati Uniti ad Omaha.
1992: La compagnia ha messo in scena la prima esecuzione americana del lavoro del 1819 di Gioachino Rossini, Ermione, con il regista Jonathan Miller.
1992: La compagnia ha messo in scena la prima mondiale di "Autumn Valentine: Dorothy Parker's General Review of the Sex Situation.". Il New York Times lo ha definito "una collaborazione non classificabile di Angelina Reaux e Michael Sokol, cantanti, Ricky Ian Gordon, compositore e pianista, e Keith Warner come regista".
1992: La compagnia ha messo in scena la prima mondiale del lavoro di Hugo Weisgall del 1959 I Giardini di Adonis, sulla base della poesia omonima di William Shakespeare. È stato allestito dal direttore artistico di Opera Omaha, all'epoca Keith Warner. Il soprano Melanie Helton ha dato origine al "ruolo diabolicamente difficile di Venere".
1994: La compagnia ha messo in scena la prima mondiale delle Requiem Variations di Andrew Lloyd Webber sotto la direzione di Lionel Friend, che per 13 anni è stato capo direttore della English National Opera. Lloyd Webber ha partecipato alla performance finale; la produzione è stata eseguita per 10 spettacoli presso il Creighton Orpheum Theater e ha attirato complessivamente 21.546 spettatori, secondo un articolo di Omaha World-Herald dell'agosto 1994. "Pare che vorrei venire di certo ad Omaha per godere di un altro spettacolo se mi piace", ha detto Weber al World-Herald.
2004: La compagnia ha messo in scena la prima mondiale di "Bloodlines" scritta localmente, un'opera la cui musica e libretto sono stati composti da Deborah Fischer Teason. Per la realizzazione di quest'opera, Teason ha collaborato con gli studenti della scuola Superiore Latino-Omaha South High School.
2004: La compagnia ha messo in scena la prima mondiale di "Dream of the Pacific", con musica di Stephen Mager e libretto di Elkhanah Pulitzer.

## Collaborazione con Jun Kaneko
L'artista ceramico giapponese Jun Kaneko ha collaborato con l'Opera Omaha per due produzioni, una di Madama Butterfly nel 2006 e una coproduzione del 2013 con la San Francisco Opera e la Washington National Opera de Il flauto magico. Kaneko, nato nel 1942 a Nagoya, Giappone, è venuto negli Stati Uniti nel 1963 e ha vissuto ad Omaha dal 1990, dove ha fondato il suo studio. Nel 2008 Kaneko ha messo in scena una produzione di Fidelio per l'Opera Company of Philadelphia. Kaneko è stato un fondatore del Bemis Center for Contemporary Arts di Omaha, un programma residente che è stato chiamato la "colonia di artisti più grande del mondo".

## Direttori musicali, artistici e generali - consulenti
1958-60: Richard Valente, Direttore

1960-69: Joseph Levine, Direttore artistico e musicale

1969-74: Leo Kopp, Direttore musicale

1970-76: James de Blasis, Direttore residente

1974-77: Jonathan Dudley, Direttore generale

1977-78: Peter Mark, Consulente artistico

1978-80 Richard Gaddes, Consulente artistico

1980-81: Paulette Haupt-Nolen, Consulente artistico

1981-1995: Mary Robert, Direttore generale

1982-83: George Manahan, Direttore musicale

1983-92: John DeMain, Direttore musicale

1992-93: Keith Warner, Direttore artistico

1995-2003: Jane Hill, Direttore esecutivo

1995-2005: Hal France, Direttore artistico

2003-2007: Joan Desens, Direttore generale

2005-2008: Stewart Robertson, Direttore artistico

2007-2010: John Wehrle, Direttore generale

2011-attuale: Roger Weitz, Direttore generale

## Sale spettacoli
Le principali produzioni della compagnia sono allestite presso il Creighton Orpheum Theater di circa 3.000 posti, nel centro di Omaha. Altre sale comprendono la Witherspoon Concert Hall di 1.000 posti presso il Joslyn Art Museum, la Music Hall di 2.500 posti presso l'Auditorium Civico di Omaha, il Rose Theater di 1.000 posti presso la Omaha Theater Company for Young People e la sala per le esecuzioni da 500 posti nello Scottish Rite Center. I suoi uffici amministrativi sono nel centro di Omaha.

## Sensibilizzazione
La compagnia dice che il suo obiettivo è quello di "rendere l'opera accessibile a tutti nella comunità".
Nel novembre del 2011, le sue 10 esibizioni studentesche di Hansel & Gretel hanno portato un'opera per bambini a quasi 8.000 studenti delle scuole elementari in tutta la regione.
In collaborazione con l'Omaha Symphony Orchestra, la compagnia sponsorizza il Choral Collaborative, che invita i cori delle scuole superiori provenienti da tutta la regione di Omaha ad esibirsi all'Holland Performing Arts Center della città. I gruppi delle scuole superiori imparano, si esercitano ed eseguono grandi opere sinfoniche e liriche con le orchestre ed i solisti ospiti.
Nella stagione 2012-13, oltre 1.800 allievi della scuola media e alta frequentavano gli spettacoli di Opera Omaha, molti per la prima volta.
L'opera offre anteprime di mezzogiorno nel suo spazio di prova del centro di Omaha nei giorni prima di ogni produzione principale.